# Рейни (езеро)
Езерото Рейни (Дъждовно езеро) (на английски: Rainy Lake; на френски: Lac à la Pluie) е 11-о по големина езеро в провинция Онтарио. Площта му, заедно с островите в него е 932 км2, като канадската площ е 741 км2, която му отрежда 57-о място сред езерата на Канада. Надморската височина на водата е 338 м.
Езерото се намира между езерата Горно езеро на изток и Горско езеро на запад, в югозападната част на провинция Онтарио, а южната (191 км2) в щата Минесота (САЩ). Езерото Рейни има дължина от изток на запад 80 км и максималната му ширина е 48 км. В езерото се вливат множество реки (Сейн Ривър, Намакан, Вермильо), но изтича само една – река Рейни, която се влива от юг в Горското езеро. Има силно разчленената брегова линия (заедно с островите в него) с дължина 2520 км, с множество заливи, полуострови и 2588 острова (Сандпойнт, Драйуийд и др.) с обща площ над 70 km2. Максимална му дълбочина – 49 м. Водното ниво се намира на 338 м н.в., като средногодишното колебание на водата е 0,14 м. От ноември до май езерото е сковано от ледена покривка. Езерото Рейни е реликтов остатък от бившото огромно езеро Агасис. На брега на езерото, при изтичането от него на река Рейни са разположени градовете Форт Франсес на канадска територия и Интернешенъл Фолс, на американска територия, като между двата града е построена преградна стена, в основата на която функционира голяма ВЕЦ.
Югоизточното, американско крайбрежие на езерото попада в националния парк „Войъджър“.
Езерото е открито от френския трапер Жак дьо Нойон през пролетта на 1689 г., когато с група индианци от Горно езеро се спуска по река Сейн Ривър и пръв достига до езерото.